# Galium ephedroides
Galium ephedroides là một loài thực vật có hoa trong họ Thiến thảo. Loài này được Willk. mô tả khoa học đầu tiên năm 1852.